# Fritz Rühs
Fritz Rühs (* 22. September 1920 in Rostock; † 16. Juli 1997) war ein deutscher Mathematiker, der vor allem auf dem Gebiet der Funktionentheorie gearbeitet hat.

## Leben und Wirken
Fritz Rühs arbeitete ursprünglich auf dem Gebiet der Algebra und war als Assistent mit Lehrauftrag am Mathematischen Institut der Universität Rostock beschäftigt. 1953 wurde er bei Rudolf Kochendörffer mit der Arbeit Zur Theorie der einfach transitiven Permutationsgruppen zum Dr. rer. nat. promoviert. 1957 erfolgte die Habilitation mit der Arbeit Über das allgemeine Rédeische schiefe Produkt.
1958 wurde Rühs als Dozent an die Bergakademie Freiberg berufen und dort Direktor des Instituts für Allgemeine Mathematik. 1959 wurde er Professor mit Lehrauftrag, 1961 Professor mit vollem Lehrauftrag und 1962 Professor mit Lehrstuhl. 1962 war er Mitinitiator der Einrichtung des Diplomstudienganges Mathematik an der Bergakademie Freiberg. 1968 wurden das „Institut für Allgemeine Mathematik“ und das „Institut für Angewandte Mathematik“ zur „Sektion Mathematik“ vereinigt. In dieser leitete Fritz Rühs den Lehrstuhl Analysis bis zu seiner Emeritierung im Jahr 1986. 
Rühs war Autor des Lehrbuches Funktionentheorie, das in vier Auflagen erschien. An der Bergakademie Freiberg war er Mitverfasser der Lehrbriefe Höhere Mathematik.

## Schriften
- Zur Theorie der einfach transitiven Permutationsgruppen. Dissertation. Universität Rostock 1953.
- Über das allgemeine Rédeische schiefe Produkt. Habilitationsschrift. Universität Rostock 1957.
- mit Heinz Otto Cordes (Bearb. und Hrsg.): Mark Neumark: Lineare Differentialoperatoren. Aus dem Russischen von Helmut Limberg. Akademie, Berlin 1960. 2. Auflage 1963.
- Funktionentheorie (= Hochschulbücher für Mathematik. Band 56). Deutscher Verlag der Wissenschaften, Berlin 1962. 4. Auflage 1983
- mit Karl-Heinz Gärtner: Harmonische Analyse. Bergakademie, Freiberg 1969. 4. Auflage 1972.